# Assoviador-de-peito-creme
Sibilante-timorense. assobiadeira-de-peito-fulvo ou assoviador-de-peito-creme (Pachycephala orpheus) é uma espécie de ave da subfamília Pachycephalinae.
Pode ser encontrada nos seguintes países: Indonésia e Timor-Leste.
Os seus habitats naturais são: florestas subtropicais ou tropicais húmidas de baixa altitude e florestas de mangal tropicais ou subtropicais.